# Vlag van Wierum

Vlag van Wierum

De vlag van Wierum is de dorpsvlag van het Nederlandse dorp Wierum, in de Friese gemeente Noardeast-Fryslân. De vlag werd in 1988 geregistreerd.
De dorpsvlaggen van 28 dorpen in Dongeradeel werden op 28 januari 1988 goedgekeurd door de gemeenteraad van de vroegere gemeente Dongeradeel.

## Beschrijving
De beschrijving van de vlag is als volgt:
Twee even hoge banen van geel en blauw; in het blauw aan de broekzijde een witte vis.
De kleuren zijn afkomstig van het dorpswapen.

## Symboliek
- Gele en blauwe baan: symboliseert de ligging van het dorp aan de Waddenzee.[4]
- Vis: verwijst naar de visserij.[4]

## Zie ook

Wapen van Wierum